# Bompensiere
Bompensiere es una comuna siciliana de 676 habitantes. Su superficie es de 19 km². Su densidad es de 36 hab/km². Forma parte de la región italiana de Sicilia. Está situada en la provincia de Caltanissetta. Las comunas limítrofes son Milena, Montedoro, Mussomeli, Racalmuto (AG), y Sutera. 

## Evolución demográfica
| Gráfica de evolución demográfica de Bompensiere entre 1861 y 2001 |
|                                                                   |
| Fuente ISTAT - elaboración gráfica de Wikipedia                   |